# The Hive - La casa delle api
The Hive - La casa delle api è una serie animata statunitense per bambini in età prescolare, trasmessa su Rai YoYo nel 2014 e in replica su Disney Junior dal 14 maggio 2011 fino alla sua chiusura nel maggio 2020.

## Episodi

### Stagione 1
1. Un nuovo postino
2. Una visita reale
3. Due bellissime Camerette
4. Un maghetto Unico
5. Un'ape impaurita
6. Lezione di pronto soccorso
7. Un'ape al computer
8. Un'ape molto Sportiva
9. Il compleanno di Papà
10. L'orsacchiotto amatissimo
11. Ci vuole pazienza!
12. Chi va E chi resta
13. Una giornata di pioggia
14. Un assolo troppo lungo
15. Il prezioso aiuto dei Nonno
16. L'amico Invisibile
17. I Giochi della classe
18. A Spasso in compagnia
19. Banane e arance
20. Puliamo insieme il mondo
21. Svegli per tutta la notte
22. Un animaletto molto vivace
23. Il migliore in qualcosa
24. Il gol della vittoria
25. A ritmo di ballo
26. Il vasetto di miele
27. Mamma Per un giorno
28. Non siamo utili
29. La prima pappa
30. C'è una novita
31. Il segugio
32. Un duetto
33. Sempre in ritardo
34. Risate senza fine
35. Il valore dell'amicizia
36. Oro o miele?
37. Il coraggio va premitao
38. Una foto d'epoca
39. Scambiare o non Scambiare
40. L'altro Buzzbee
41. Il primo film
42. C'è un posto per ogni cosa
43. C'era una volta...
44. Una scelta difficile
45. Quanto appetito!
46. Bisogna sapersi organizzare
47. La vernice versata
48. La festa della mamma
49. Al servizio dell'Ape Regina
50. Un papà poco in forma
51. Fratello piccolo, sorella grande
52. Non si può sempre giocare
53. Niente è meglio del nonno
54. Vincere non è tutto
55. Uniti si vince
56. Uno scherzetto rumoroso
57. Shh! È un segreto!
58. L'orsacchiotto conteso
59. Che guaio senza la maestra!
60. Una gita nel fango
61. Un anniversario speciale
62. In cerca di una collezione
63. Lezione di educazione
64. Troppo sole, zero miele
65. Tutti al mare!
66. Senza fiori non è primavera
67. Scherzi paurosi
68. Un impegno importante
69. Canta che ti passa la paura
70. Un ballerino provetto
71. Il pallone bucato
72. Un triste equivoco
73. Un addio inaspettato
74. È tutta colpa di babee
75. Lezioni di guida
76. Sarà un Natale speciale
77. Aspettando Babbo Natale
78. Un Natale senza fine

### Stagione 2
1. Lezione di arte
2. Piccoli cambiamenti
3. Il ciarla insetto
4. Gioco di squadra
5. I detective delle ore
6. Chi bada a chi
7. L'arrivo di Midge
8. Le tortine di Mamma Bee
9. Gli occhiali
10. Un'apetta come le altre
11. L'amico smemorato
12. Barry e la teiera
13. Un ricordo indimenticabile
14. Divertirsi e stare in forma
15. Barnabee pompiere
16. Il weekend di Jasper
17. Una scala per tre
18. Un fratellino in prestito
19. Il cucciolo di Buzzbee
20. Miss Butterfly fa lezione
21. Essere grandi
22. Prova d'orientamento
23. Sorelle
24. Cuoco perfetto
25. La capsula del tempo
26. L'acchiappa-sole
27. Il computer
28. Il cestino da picnic
29. Divertiti al sole
30. Il saggio di ballo
31. Grande apertura
32. Momento Buzz
33. Il paniere di Nonna Bee
34. Il grande zoom giallo
35. La festa del papà
36. Il club del libro
37. Una baby-sitter in gamba
38. Un dolce pasticciato
39. Tutto al contrario
40. L'ape di Maggio
41. L'amica di penna
42. Un fratello protettivo
43. L'ora del bagnetto
44. Buzzbee vanitoso
45. La battaglia degli alieni
46. La bella e l'ape bestia
47. Api scout
48. Festa dell'anniversario a sorpresa!
49. Il colore perfetto di Rubee
50. Il circo delle api
51. Buzzbee e il bingo
52. Una mamma fantastica
53. Destra e sinistra
54. Rubee vi dice
55. Un singhiozzo fastidioso
56. Fragole per tutti
57. Un nuovo cucciolo
58. Nonno Bee fa' un pasticcio
59. L'auto ecologica
60. Corsa contro il tempo
61. Missione baffoni
62. Forza Jasper!
63. Suoni e rumori
64. Gli acchiappa berretti
65. La casa delle zie e degli zii
66. Un giorno speciale
67. Il mistero di Babee
68. La scelta della regina
69. Lo squadrone della scienza

## Doppiaggio
| Nome del personaggio | Doppiatore originale | Doppiatore italiano |
| -------------------- | -------------------- | ------------------- |
| BuzzBee              |                      | Tito Marteddu       |
| Rubee                |                      | Agnese Marteddu     |
| Madre Bee            |                      | Pinella Dragani     |
| Padre Bee            |                      | Alberto Angrisano   |
| Jasper               |                      | Arturo Valli        |
| Barnabee             |                      | Andrea Di Maggio    |
| Debee                |                      | Emanuela Ionica     |